# Warder (Rendsburg-Eckernförde)
Pour les articles homonymes, voir Warder.
Warder est une municipalité allemande située dans le land du Schleswig-Holstein et dans l'arrondissement de Rendsburg-Eckernförde. En 2015, sa population est de 649 habitants.
Warder est connu pour son parc zoologique, l'Arche Warder, spécialisé dans la conservation des races domestiques en danger d'extinction.